# Ермолов, Василий Васильевич
Василий Васильевич Ермолов (1882—1920) — начальник Мурманского края и Олонецкой губернии Временного правительства Северной области.

## Биография
Родился в 1882 году. Происходил из дворян, помещик.
В 1907—1910 годах земский начальник Валдайского уезда Новгородской губернии.
С июля 1918 года — служащий Мурманского торгового порта, начальник продовольственного отдела, с августа 1918 года начальник Кольской военно-морской базы. В сентябре 1918 года был назначен особым комиссаром по управлению Александровским и Кемским уездами Архангельской губернии. На своем посту занимался организацией милиции, земств на территории Мурманского края и части Повенецкого, Пудожского и Петрозаводских уездов Олонецкой губернии, управлявшихся от его имени помощником начальника Олонецкой губернии В. Л. Карцовым; взаимоотношением гражданской власти с англо-франко-американо-итальянскими войсками.
С 5 октября 1918 года — помощник генерал-губернатора Северной области по управлению Мурманским районом, начальником Мурманского края и исполнял эти обязанности по февраль 1920 года.
С ноября 1919 года также председатель Особой междуведомственной комиссии Мурманского края по проверке ходатайств об отсрочках при призыве на военную службу Временного правительства Северной области. С 1919 года — председатель Мурманского отдела Архангельского Общества изучения Русского Севера.
Со 2 февраля 1920 года исполняющий обязанности начальника Мурманской губернии
21 февраля 1920 года арестован восставшими сторонниками Советской власти.
Из Мурманска был направлен в Петрозаводский исправдом, далее он был отправлен в Вологду, где в марте 1920 был приговорен революционным трибуналом 6-й армии к расстрелу.
Жена Ермолова — Ольга Николаевна Ермолова (июль 1882—2 ноября 1920) арестована 2 августа в Мурманске, расстреляна в Архангельске по постановлению Архангельской губЧК около 2 ноября 1920.